# هادی نوروزی
هادی نوروزی‌ (۱ تیر ۱۳۶۴ – ۹ مهر ۱۳۹۴) بازیکن فوتبال اهل ایران و باشگاه پرسپولیس بود که در سال ۱۳۹۴ بر اثر ایست قلبی درگذشت. وی در تاریخچه شهرآورد تهران ۳ گل به ثمر رسانده است.

## زندگی‌نامه
هادی نوروزی‌پوری در تاریخ ۱ تیر ۱۳۶۴ در شهرستان بابل روستای کپورچال زاده شد. او نخست به کشتی روی آورد. اما بعد از آن به فوتبال علاقه‌مند شد و به‌طور حرفه‌ای این رشته را آغاز کرد

### زندگی شخصی

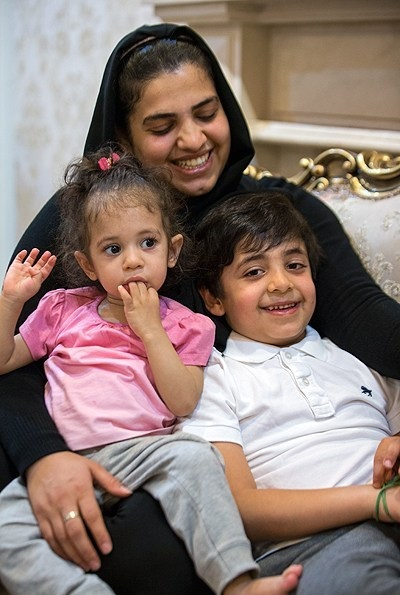
همسر (معصومه ابراهیم‌پور) و فرزندان وی (هانی نوروزی و هانا نوروزی)

نوروزی با معصومه ابراهیم‌پور ازدواج کرده بود و دارای دو ۲ فرزند به نام‌های هانی و هانا بود.
پسر او هانی نوروزی هم وارد دنیای بازیگری در فوتبال شده و به‌طور حرفه ای فوتبال بازی می‌کند. هانی نوروزی از سال ۱۳۹۶ به تیم اوژن بابلسر پیوست و رسماً به عضویت رده نونهالان این تیم درآمد.
هانی نوروزی به نیابت از او جام قهرمانی هفدهمین دوره لیگ برتر را برای پرسپولیس بالای سر برد.

## دوران باشگاهی
وی هفت سال در باشگاه فوتبال پرسپولیس تهران بازی کرد و در سال آخر حضور در این تیم، توانست کاپیتان اصلی پرسپولیس شود و در طی ۱۵۲ بازی برای این تیم موفق به زدن ۲۶ گل شد. همچنین او سابقهٔ بازی در تیم ملی فوتبال ایران و باشگاه‌های پرسپولیس قائم‌شهر، پاسارگاد تهران، فجر سپاه تهران، داماش ایرانیان و نفت تهران را داشت.

### پرسپولیس
وی در فصل ۱۳۸۵–۱۳۸۶ به باشگاه فرهنگی ورزشی پرسپولیس تهران پیوست، اما حتی یک بار هم بازی نکرد و بعد از یک فصل نیمکت‌نشینی در تیم بزرگ پایتخت، به داماش ایرانیان پیوست و در ۲۲ بازی ۱۰ گل به ثمر رساند. پس از درخشش در لیگ آزادگان، به پرسپولیس بازگشت و در اولین فصل حضور مجددش، بیشتر به‌عنوان بازیکن تعویضی به میدان می‌رفت و به‌مرور به یکی از بازیکنان ثابت تیمش تبدیل شد و در بیشتر بازهای آسیایی، یکی از ۱۱ مرد اصلی پرسپولیس بود.
فصل ۱۳۸۸–۱۳۸۹ را با درخشش آغاز کرد و در اولین بازی فصل مقابل تیم مس کرمان دو گل به ثمر رساند. در دربی ۶۸ نیز توانست گل تساوی پرسپولیس را به ثمر برساند. وی در این فصل، بازهای زیادی را در پست‌های هافبک-مهاجم راست و مهاجم نوک انجام داد که در نهایت افشین قطبی او را به تیم ملی دعوت کرد.

### جدایی از پرسپولیس
وی در نیم فصل دوم ۱۳۹۲–۱۳۹۳ به‌صورت قرضی به باشگاه فوتبال نفت تهران پیوست.

### بازگشت به پرسپولیس

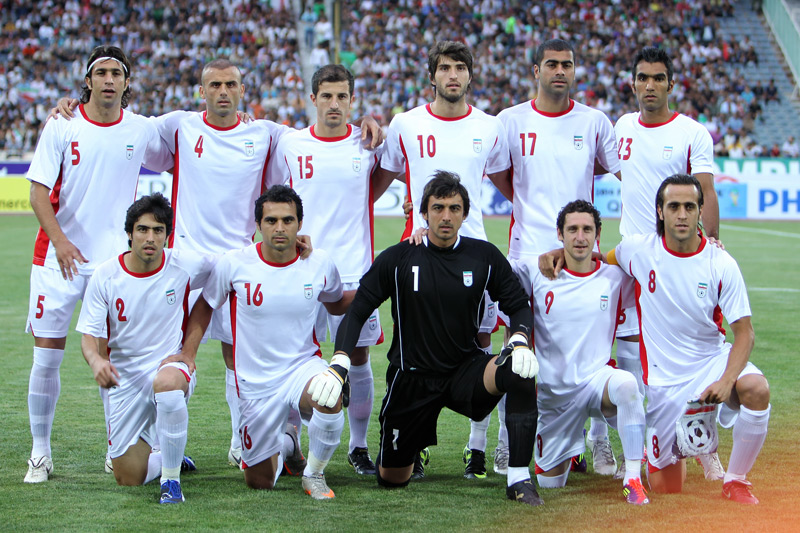
هادی نوروزی با شماره ۱۶ (نفر دوم نشسته از چپ)، بازی با مالدیو در انتخابی جام جهانی ۲۰۱۴، ۱ مرداد ۱۳۹۰، ورزشگاه آزادی تهران

در بازی مقابل نفت تهران یک‌نیمه بازی کرد. در آن یک‌نیمه ضعیف عمل کرد و تا بازی تراکتورسازی در نیمکت ماند، اما با روی کار آمدن حمید درخشان، او در بازی مقابل نفت مسجدسلیمان در دقیقهٔ ۵۶ به محض ورود به زمین گل زد و بازیکن محبوب این سرمربی شد. او در تیرماه سال ۱۳۹۴ قرارداد خود را به مدت دو سال دیگر تمدید کرد. وی در بازی پرسپولیس مقابل پدیده در فصل ۱۳۹۴–۱۳۹۵ گل دوم تیمش و زیباترین گل فصل پرسپولیس را وارد دروازهٔ پدیده کرد و در برنامه ۹۰ به عنوان بهترین گل سال ۱۳۹۴ انتخاب شد.

## عناوین تیمی
لیگ برتر ایران (جام خلیج فارس)
نایب قهرمانی ۱۳۹۲–۱۳۹۳
جام حذفی ایران
قهرمان ۱۳۸۸–۱۳۸۹، ۱۳۸۹–۱۳۹۰
نایب‌قهرمان ۱۳۹۱–۱۳۹۲

## درگذشت

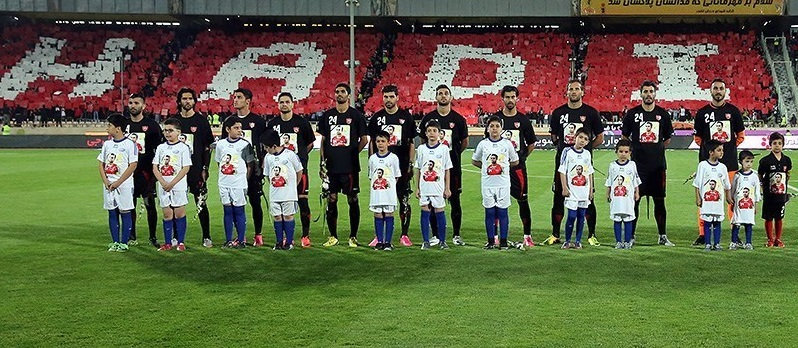
بزرگداشت هادی نوروزی در بازی صبای قم-پرسپولیس مهر ۱۳۹۴، ورزشگاه آزادی

هادی نوروزی در بامداد روز پنجشنبه ۹ مهر ۱۳۹۴ ساعت ۴ صبح در خواب بر اثر ایست قلبی درگذشت.
انتقال او به بیمارستان آتیه تهران هم نتیجه‌ای در پی نداشت.

### خاکسپاری
پس از مراسم تشییع جنازه که در روز جمعه ۱۰ مهر ۱۳۹۴ در ورزشگاه آزادی جمعیتی نزدیک به ۳۵ هزار نفر برگزار شد. پیکر نوروزی به زادگاهش منتقل و در روستای کپورچال بابل به خاک سپرده شد.

## آمار
| باشگاهی | باشگاهی        | باشگاهی       | لیگ   | لیگ | جام      | جام      | قاره | قاره | مجموع | مجموع |
| فصل     | باشگاه         | لیگ           | بازی  | گل  | بازی     | گل       | بازی | گل‌   | بازی  | گل‌    |
| ایران   | ایران          | ایران         | لیگ   | لیگ | جام حذفی | جام حذفی | آسیا | آسیا | مجموع | مجموع |
| ------- | -------------- | ------------- | ----- | --- | -------- | -------- | ---- | ---- | ----- | ----- |
| ۸۶–۸۷   | داماش ایرانیان | جام آزادگان   | ۲۲    | ۱۰  | ۶        | ۴        | -    | -    | ۲۸    | ۱۴    |
| ۸۷–۸۸   | پرسپولیس       | جام خلیج فارس | ۱۵    | ۲   | ۳        | ۱        | ۵    | ۱    | ۲۳    | ۴     |
| ۸۸–۸۹   | پرسپولیس       | جام خلیج فارس | ۳۰    | ۸   | ۵        | ۰        | -    | -    | ۳۵    | ۸     |
| ۸۹–۹۰   | پرسپولیس       | جام خلیج فارس | ۲۳    | ۵   | ۲        | ۱        | ۲    | ۰    | ۲۷    | ۶     |
| ۹۰–۹۱   | پرسپولیس       | جام خلیج فارس | ۱۸    | ۲   | ۲        | ۰        | ۳    | ۰    | ۲۳    | ۲     |
| ۹۱–۹۲   | پرسپولیس       | جام خلیج فارس | ۱۰    | ۲   | ۱        | ۲        | ۰    | ۰    | ۱۰    | ۲     |
| مجموع   | ایران          | ایران         | \|۱۱۸ | ۲۹  | ۱۸       | ۶        | ۱۰   | ۱    | ۱۴۶   | ۳۶    |
| کل دوره | کل دوره        | کل دوره       | \|۱۱۸ | ۲۹  | ۱۸       | ۶        | ۱۰   | ۱    | ۱۴۶   | ۳۶    |

- پاس گل

| فصل       | تیم      | پاس گل |
| --------- | -------- | ------ |
| ۱۳۸۷–۱۳۸۸ | پرسپولیس | ۰      |
| ۱۳۸۸–۱۳۸۹ | پرسپولیس | ۲      |
| ۱۳۸۹–۱۳۹۰ | پرسپولیس | ۹      |
| ۱۳۹۰–۱۳۹۱ | پرسپولیس | ۱      |
| ۱۳۹۱–۱۳۹۲ | پرسپولیس | ۲      |

## تیم ملی
وی اولین بازی ملی خود را در مقابل بوسنی و هرزگوین در سال ۱۳۸۸ انجام داد.
هادی نوروزی ۱۰ بازی ملی در کارنامه داشت که در به ثمر رساندن گل موفق نبود.

## یادمان
باشگاه پرسپولیس پس از درگذشت وی شماره ۲۴ را بایگانی کرد؛ و تا ۴۰ روز بعد از درگذشت تیم پرسپولیس پیراهن مشکی پوشید. پس از فوت او، تماشاگرانِ باشگاه فوتبال پرسپولیس در هر بازی هادی نوروزی را در دقیقه ۲۴ تشویق می‌کنند و یادش را گرامی می‌دارند